# Henry Somerset (12e duc de Beaufort)
Pour les articles homonymes, voir Henry Somerset.
Henry John FitzRoy Somerset, 12e duc de Beaufort (né le 22 mai 1952), également connu sous le nom de Harry Beaufort ou Bunter Beaufort, auparavant sous le nom de Bunter Worcester, est un pair anglais et propriétaire foncier, avec des domaines dans le Gloucestershire et le Wiltshire autour de Badminton House sur une surface d'environ 55 000 acres, soit 208 km2.

## Biographie
Il est le fils de David Somerset et de son épouse, Caroline Jane Thynne (1928-1995), fille d'Henry Thynne. Lui et sa famille descendent dans la lignée masculine de la Maison Plantagenêt, à travers une lignée légitimée.
Il fait ses études à Hawtreys, au collège d'Eton et au Royal Agricultural College.
Sa première épouse est l'écologiste et ancienne actrice Tracy Louise Ward (en) (une sœur de Rachel Ward et une petite-fille de William Ward). Ils se sont mariés le 13 juin 1987 à Cornwell, dans l'Oxfordshire, mais se sont ensuite séparés et ont divorcé en 2018. Le couple a trois enfants :
- (Henry) Robert FitzRoy Somerset, marquis de Worcester, anciennement connu sous le nom de comte de Glamorgan (né le 20 janvier 1989); épouse Lucy Eleanor Yorke-Long (née le 23 juin 1986), en août 2020 ;
- Isabella Elsa Somerset (née le 3 août 1992) ;
- Alexander Lorne Somerset (né le 19 novembre 1993).

Le 30 avril 2018, Beaufort épouse en secondes noces Georgia Powell (née le 18 février 1969), petite-fille du romancier Anthony Powell.
Beaufort est également chanteur et auteur-compositeur avec le groupe de rock The Listening Device. Le groupe est un acte de soutien au concert de Highclere Rocks en 2006 qui comprenait également Bryan Ferry, Eric Clapton et Roger Waters, entre autres .